# Мазановский, Антоний
Анто́ний Мазано́вский (пол. Antoni Mazanowski;(10 августа, 1858—24 ноября, 1916) — польский критик, клерикал школы Тарновского.
При большом знакомстве с литературными произведениями, Мазановский даёт мало своего и недостаточно глубок в понимании как классического периода («Stosunki i wzajemne sądy Mickiewicza, Słowackiego i Krasiňskiego»), так и современных ему течений («Młoda Polska w powieści, Liryce i dramacie», Краков, 1902). Мазановский — один из составителей «Podręcznik do dzejów literatury polskiej» (Краков, 1901) — очень тенденциозного, но богатого фактами учебника истории польской литературы до времени начала XX века. Мазановский был знаком с русской литературой; в числе его статей обращает на себя внимание «Maksym Gorkij» («Przegląd powszechny», 1902, X и XI).